# Papeles de un cesante
Papeles de un cesante. La política desde la barrera (Spanisch: Papiere eines Arbeitslosen) ist ein Buch des ehemaligen spanischen Ministerpräsidenten Leopoldo Calvo-Sotelo, das 1999 veröffentlicht wurde.
Das Buch umfasst Konferenztexte, Reden und Vorträge sowie Berichte über die Teilnahme an Seminaren. Das Buch ist in vier Abteilungen zu den Themen Europa, Spanien, Personen und Verschiedenes untergliedert.
Behandelt werden die Europäische Union, die NATO, der Putschversuch 23-F, der Terrorismus der ETA, die spanische Verfassung oder die Stiftung José Ortega y Gasset, deren Präsident er war. Er schreibt über Persönlichkeiten wie Adolfo Suárez, José María de Areilza,
Juan Antonio García Díez, Mingote, Xavier Zubiri, Valéry Giscard d’Estaing oder François Mitterrand.

## Kritik
Der Journalist und Hochschullehrer Justino Sinova schreibt: 
„Die Texte wahren, trotz ihrer großen Spanne an Thematiken, ihre Gemeinsamkeiten durch die beschriebenen Eigenschaften der Rhetorik Calvo-Sotelos und in der intelligenten Beobachtung und der Ironie, die so oft verlockt ist, in Satire zu enden.“
Ignacio Sánchez Cámara, Rektor der Katholischen Universität Valencia Sankt Vinzenz der Märtyrer beurteilt das Buch folgendermaßen:
„Während der Stil den Menschen wiedergibt, proklamiert die exzellente Prosa des gebildeten ‚cesante‘ die Art des Autors: intelligent, ironisch, manchmal distanziert, eine von Zeit zu Zeit auftretende beschwerende Haltung gegenüber der Abhandlung, manchmal kritisch, aber niemals vernichtend. Dies sind Charakter und Stil die den Weg zu einem erfolgreichen Politiker Dasein für die UCD ebnen. Hätte es die Partei nicht gegeben so wären es, laut Autor, Zentristen geworden. Wenn der Politiker des Amtes enthoben ist, spricht die intellektuelle Persönlichkeit. Während es bezweifelt werden kann, ob der Bürger gewinnt, wird es sicher sein, dass der Leser es tut.“

## Ausgaben
- Papeles de un cesante. La política desde la barrera. Galaxia Gutenberg, Barcelona 1999. ISBN 978-84-8109-234-9